# Olof Nauclér
För andra betydelser, se Olof Nauclér (olika betydelser).
Olof Nauclér, född 23 maj 1725 i Delsbo, död 7 maj 1782 på Gamla Staberg, var en svensk bergsman och riksdagsman.

## Biografi
Nauclérs föräldrar var prosten Olaus Olai Nauclerus och Justina Sofia Ziervogel. Han var bror till Samuel Nauclér. Hans farfars morfar Olaus Martini var ärkebiskop och Bureättling.
Olof Nauclér blev bergsman på Staberg vid Falun 1742 och utsågs 1763 till bergsrådman. Han var riksdagsman i borgarståndet för Falu bergslags valdistrikt vid riksdagen 1778/79.